# Orosz Iván
Orosz Iván (Szarvas, 1902. augusztus 16. – Miskolc, 1974. november 14.) magyar lapszerkesztő, költő, novellista.

## Élete
1902. augusztus 16-án született tősgyökeres szarvasi családban (Oravecz Istvánként). Szülei: Oravecz István szabómester és Kóczi Judit, testvérei: Ilona és János. 
Elemi- és középiskoláit Szarvason végezte, a szarvasi Evangélikus Gimnáziumban érettségizett. Meghatározó ifjúkori élménye volt Szarvas 1919. április 28-ától 1920. március 2-áig tartó román megszállása. A végzős diák ellen a megszállás idején Mardarescu tábornok elfogató parancsot adott ki hazafias magatartása miatt. A letartóztatása elől a Nyúlzugi szőlőkben bujdosott a nemzeti hadsereg bejöveteléig, itt vészelte át a Tanácsköztársaság hadserege és a román megszálló csapatok közt lefolyt halásztelki csatát. Érettségi után a Szarvasi Hírlap segédszerkesztője, majd - 19 évesen - két hónapig, 1921. július 9-étől szeptember 10-éig főszerkesztője lett.
Ezután Budapestre ment, ahol a Pázmány Péter Tudományegyetemen orvostan- majd joghallgató lett, illetőleg a Sajtóakadémián újságírást tanult. Dolgozott a budapesti Virradat című lapnál és tisztviselőként egy hirdetési irodában. 1924-27 között szerkesztője és kiadóhivatali igazgatója volt a Zalamegyei Újságnak. Itt kötött házasságot Pável Irénnel. Gyermekeik: György és Katalin. 1927 októberében családos emberként tért vissza Szarvasra. November 4-étől főmunkatársa, majd 1928. november 30-ától főszerkesztője lett a dr. Robitsek Jenő által kiadott Szarvasi Hírlapnak, majd 1935-től fő- illetve felelős szerkesztője a Szarvasi Közlönynek.
1945. október 6-án a szovjet csapatok átvonultak a városon. Az új közigazgatás mellett szovjet katonai parancsnokság is működött a községben. Orosz Ivánt újságírói munkássága miatt 1944 végén a szovjet katonai szervek letartóztatták, majd a Népbíróság négy évi börtönbüntetésre ítélte. Büntetését Gyulán, Szegeden és Baracskán töltötte le. Képzettsége révén börtönirodai szolgálatra is beosztották, ekkor lehetősége volt a versírásra is. Szabadulása után Diósgyőrben, Perecesen - a mélyépítőknél és kőbányában - fizikai munkásként dolgozott.
1953-ban Bükkszentkeresztre költözött, s itt élt erdészként, majd nyugdíjasként, 1974. november 14-én bekövetkezett haláláig.

## Művei
Irodalmi munkásságát mértékadó irodalmi körökben is számontartják és értékelik. Több novellás- és verseskötete jelent meg, balatoni dalait, cserkész- és leventenótáit Révfy Géza országos hírű zeneköltő zenésítette meg. Az Országos Széchényi Könyvtárban megtalálható művei:
- Fekete tulipán (versek), Zalaegerszeg, 1925;
- Szeretni kell… (versek), Zalaegerszeg, 1926.;
- Boldogok szigete (versek), Nagykanizsa, 1927.;
- Mária asszony piros fejkendője és egyéb szomorú történetek. Zalaegerszeg, 1926.
- Pán hétágú sípján (versek), Szarvas, 1935.
- Műkedvelő-előadás vidéken (tanulmány), Szarvas, 1936.
- A Pannon tenger mesemondója. Tanulmány Váth Jánosról, Magyar Vidék Könyvei, II. a Szarvasi Közlöny Könyvnyomdája
- A költő szót kér (versek), Budapest, 1944.
- Kis történetek egy nagy faluból - A magyar vidék könyvei kiadása

További munkái:
- Oravecz István és Illésy Alajos: Az élet előtt, versek, Szarvas, 1920.
- Balatoni nóták, négy dal Ének-zongorára, szerzé: Révfy Géza, Budapest é.n.
- Cserkész-dalok, nyolc dal (hét Orosz Ivántól), szerzé: Révfy Géza, Budapest, é.n.
- Bús tárogató, két dal. Ének-zongorára szerzé: Révfy Géza, Budapest é.n.
- Kis történetek egy nagy faluból (novellák, Szarvas, 1938.
- Balatoni szerenád (versek), Budapest, 1944.
- Közhírré tétetik (Szarvasi történetek) 10 novella, a szerző összeállítása, 1942, kiadatlan
- Minden hiába, 36 vers, Orosz György válogatása a költő hátrahagyott verseiből, kiadatlan

Részletek a verseiből: